# Blastobasis sciota
Blastobasis sciota é uma espécie de mariposa do gênero Blastobasis pertencente à família Coleophoridae.